# Патрік Єркстен
Патрік Єркстен (швед. Anders Patrik Jerksten; *19 липня 1974, Гетеборг, Швеція) — шведський музикант (переважно барабанщик, в окремих випадках вокаліст) та звукорежисер. Відомий за участю у таких музичних метал-колективах як Transport League, Passenger, The Fifth Sun та Dream Evil. Окрім того тривалий час працював інженером у Studio Fredman, де брав участь у записі багатьох відомих шведських метал-гуртів. У творчій діяльності використовував такі псевдоніми як Patrik J., Patrik J. Sten та Pat Power.

## Життєпис
Патрік Єркстен, більше відомий шанувальникам музики як Patrik J. Sten чи Pat Power, народився у Гетеборзі — чи не найбільш музичному місті країни, яке, безсумнівно, можна назвати одним з центрів європейської метал-музики. Втім, як музикант Патрік заявив про себе не одразу — його першою серйозною роботою став реліз гурту Transport League «Satanic Panic», що побачив світ у 2000 році. До цього Патрік лише раз «засвітився» на дебютній платівці Gardenian (його голос можна почути у перших двох треках альбому). Крім того, разом з гітаристом вищезгаданого гурту, Нікласом Енгеліном, Єркстен брав участь у роботі над матеріалом альтернативного проекту Passenger, вокалістом якого став Андерс Фріден з In Flames. У 2003 році було видано повноформатний альбом, що отримав таку ж назву, яку мав гурт. Втім, через постійну зайнятість Фрідена у основному колективі, проект Passenger так і не отримав продовження.
З 2003 року розпочалася активна робота Єркстена у команді звукозаписуючої студії Studio Fredman разом з Фредріком Нурдстремом. Патрік брав участь у записі альбомів таких відомих колективів, як Dark Tranquillity, Dimmu Borgir, Nightrage, Septicflesh, Soilwork, The Haunted та інші. У деяких з цих проектів він брав участь ще й як запрошений виконавець, здебільшого виконуючи незначні вокальні партії (лише на релізі Nightrage «Descent into Chaos» Єркстен зазначений у ролі виконавця гітарних партій). На альбомі Soilwork «Figure Number Five» Патрік був співавтором музики до пісні Cranking the Sirens.
2004 рік був відзначений черговим повноформатним релізом за участі Єркстена, що записав його разом з американськими виконавцями мелодійного дез-металу The Fifth Sun. Альбом отримав назву The Hunger to Survive та не був виданий жодним лейблом — розповсюдженням матеріалу учасники гурту займалися самі. У 2006 році Патрік, під псевдонімом Pat Power, став постійним учасником шведського хеві-метал гурту Dream Evil, змінивши колишнього барабанщика колективу на прізвисько Snowy Shaw. Цікаво, що гітаристом цієї метал-формації був Фредрік Нурдстрем, разом з яким Єркстен працював у Studio Fredman. За участі Патріка гурт видав два альбоми — «United» у 2006 році та «In the Night» у 2010.

## Дискографія

### Музичні альбоми
Transport League
| Гурт             | Країна | Альбом        | Рік  | Формат | Лейбл          |
| ---------------- | ------ | ------------- | ---- | ------ | -------------- |
| Transport League | Швеція | Satanic Panic | 2000 | Альбом | Pavement Music |

Passenger
| Гурт      | Країна | Альбом    | Рік  | Формат | Лейбл                 |
| --------- | ------ | --------- | ---- | ------ | --------------------- |
| Passenger | Швеція | Passenger | 2003 | Альбом | Century Media Records |

The Fifth Sun
| Гурт          | Країна | Альбом                | Рік  | Формат | Лейбл       |
| ------------- | ------ | --------------------- | ---- | ------ | ----------- |
| The Fifth Sun | США    | The Hunger to Survive | 2004 | Альбом | Самовидання |

Dream Evil
| Гурт       | Країна | Альбом       | Рік  | Формат | Лейбл                 |
| ---------- | ------ | ------------ | ---- | ------ | --------------------- |
| Dream Evil | Швеція | United       | 2006 | Альбом | Century Media Records |
| Dream Evil | Швеція | In the Night | 2010 | Альбом | Century Media Records |

### Співпраця
| Група         | Країна | Альбом                  | Рік  | Пісні                                                              |
| ------------- | ------ | ----------------------- | ---- | ------------------------------------------------------------------ |
| Gardenian     | Швеція | Two Feet Stand          | 1997 | «Two Feet Stand», «Flipside of Reality» (голос)                    |
| The Haunted   | Швеція | One Kill Wonder         | 2003 | «D.O.A.» (додатковий вокал)                                        |
| Cipher System | Швеція | Central Tunnel 8        | 2004 | «Life Surrounds» (вокал)                                           |
| Dream Evil    | Швеція | The Book of Heavy Metal | 2004 | Пісні № 1, 3, 4, 5, 7 та 10 (у складі хору)                        |
| Nightrage     | Швеція | Descent into Chaos      | 2005 | Бек-вокали, «Phantasma» (соло-гітара), «Frozen» (гітарна гармонія) |